# Parectopa refulgens
Parectopa refulgens là một loài bướm đêm thuộc họ Gracillariidae. Nó được tìm thấy ở Ecuador.